# Spišský Hrušov
Spišský Hrušov és un poble i municipi d'Eslovàquia. Es troba a la regió de Košice, a l'est del país.

## Història
La primera referència escrita de la vila data del 1253.

## Demografia
| Godina             | 1994 | 2004   | 2014   | 2024   |
| ------------------ | ---- | ------ | ------ | ------ |
| Nombre de persones | 1195 | 1269   | 1261   | 1327   |
| Diferència         |      | +6,19% | −0,63% | +5,23% |

| Godina             | 2023 | 2024   |
| ------------------ | ---- | ------ |
| Nombre de persones | 1332 | 1327   |
| Diferència         |      | −0,37% |